# پاغازه
پاغازه یا غازیاغی (نام علمی: Falcaria vulgaris) که اکثراً در متون طب سنتی با نام یونانی آطریلال آمده‌است نام یک گونه از گیاهان مرتعی، یکساله و پایا از تیره چتریان است. غازیاغی یا قازیاغی واژه‌ای ترکی و به همان معنای پای غاز است. برگ‌های این گیاه شکلی مانند پای غاز درست می‌کنند.

## خواص درمانی
گیاه پاغازه دارای اثرات درمانی مناسبی در درمان التهاب روده و زخم معده است. عصاره این گیاه نیز التیام‌دهنده زخم پوستی است و اثرات محافظتی آن از مخاط معده در برابر مواد شیمیایی ایجادکننده زخم‌های گوارشی به اثبات رسیده‌است. مطالعات انجام شده همچنین اثرات تقویت کننده قلب و گشادکننده عروق قلب را نیز از عصاره این گیاه تأیید کرده‌اند. بر اساس متون سنتی این گیاه به صورت موضعی در دردها و التهابات مفاصل و نیز زخم‌های پوستی نیز اثرات درمانی دارد. به صورت محلی جوشانده پاغازه به صورت خوراکی به منظور درمان التهاب روده و زخم معده و نیز التهابات گوارشی و کولیت روده مصرف می‌شود. براساس متون سنتی این‌گیاه در دوره بارداری منع مصرف دارد. در طب سنتی برای درمان پیسی و بعنوان مدر برای بیماری استسقاء بکار برده می‌شود.
به صورت محلی در غرب ایران به ویژه استان کرمانشاه از این گیاه غذاهای مختلفی تهیه می‌شود که از آن‌جمله است کوکوی پاغازه. همچنین در استان لرستان نوعی آش با نام« آش پَقازهَ» تهیه می‌شود.

## شرح گیاه‌شناختی
توالی بنیان‌گذاری اندام‌های گل پاغازه از ترتیب راس‌گرایی پیروی می‌کند و تشکیل پرچم و مادگی با فاصله زمانی اندکی رخ می‌دهد. ساختار گل شامل پنج کاسبرگ، پنج گلبرگ سفید جدا، پنج پرچم، تخمدان دو برچه‌ای، دوخانه‌ای و زیرین است. ریزهاگ‌زایی آن از نوع هم‌زمان و بساک از نوع چهارکیسه‌ای است. دانه گرده‌اش، دوسلولی و سه‌شیاری است. تخمک آن از نوع واژگون، تک‌پوسته‌ای و کم‌خورش است. نمو کیسi رویانی براساس الگوی تک‌هاگی و نوع چندبَر انجام می‌شود.

## نگاره‌ها

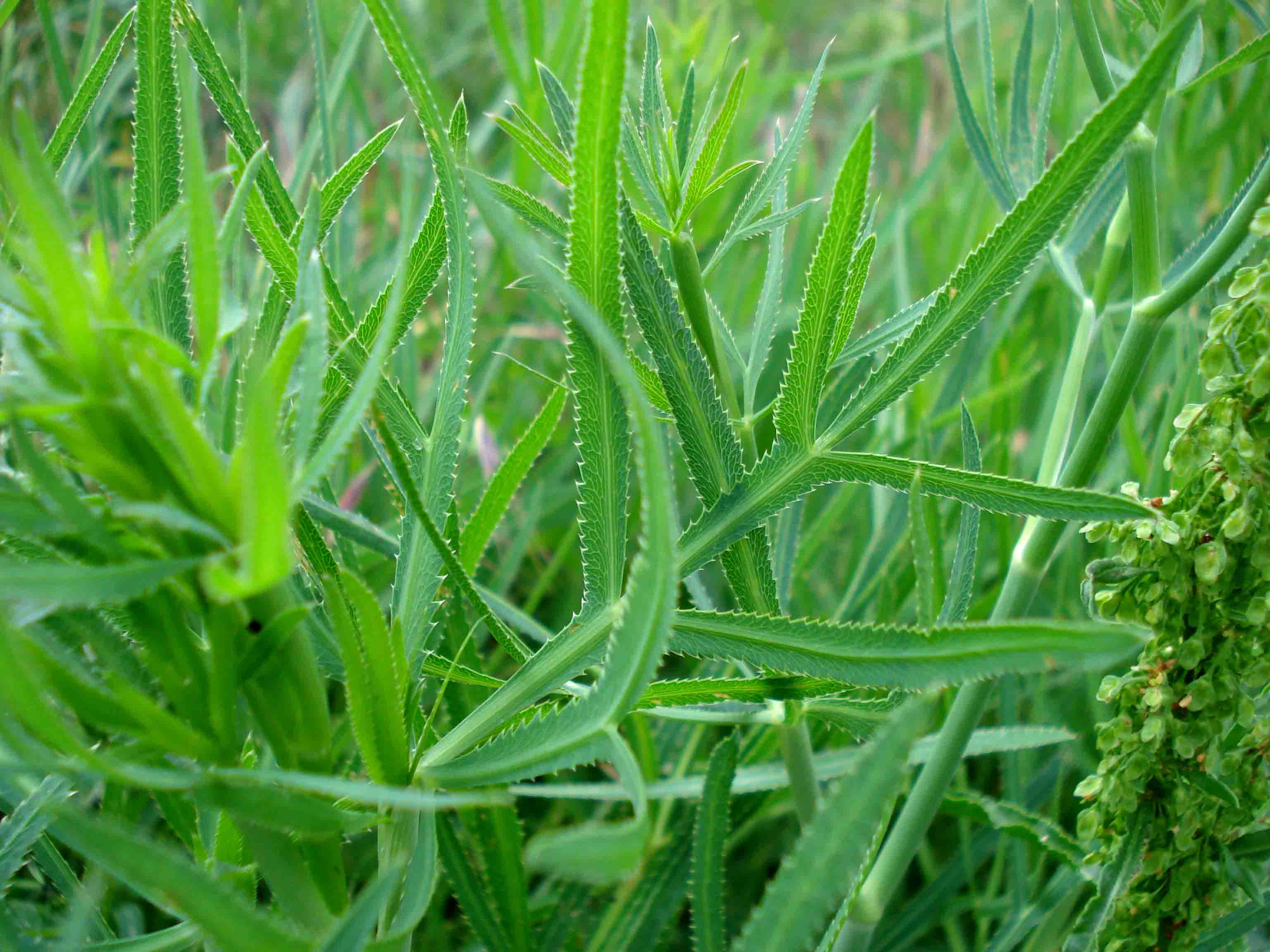
برگ
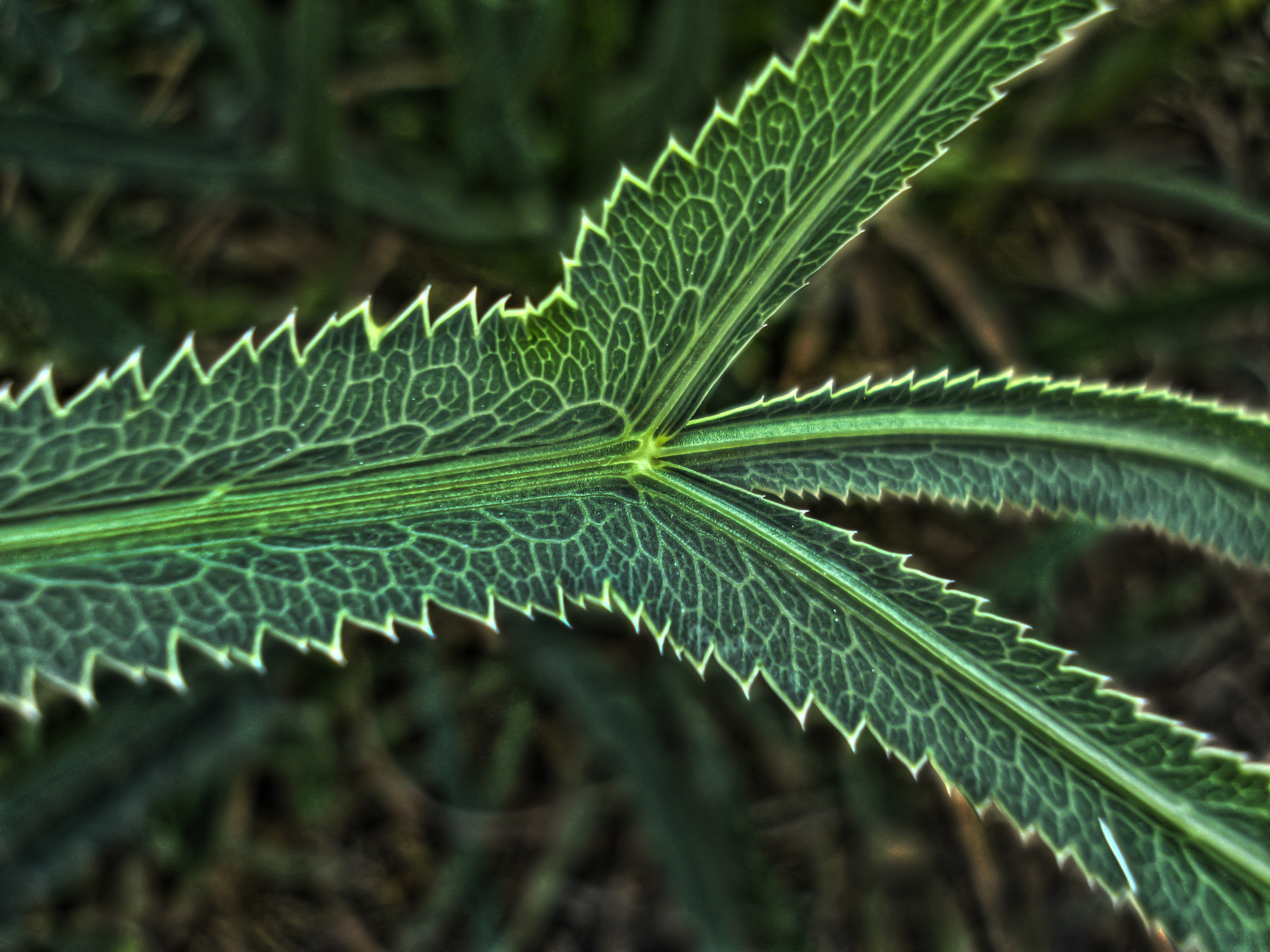
جزئیات برگ
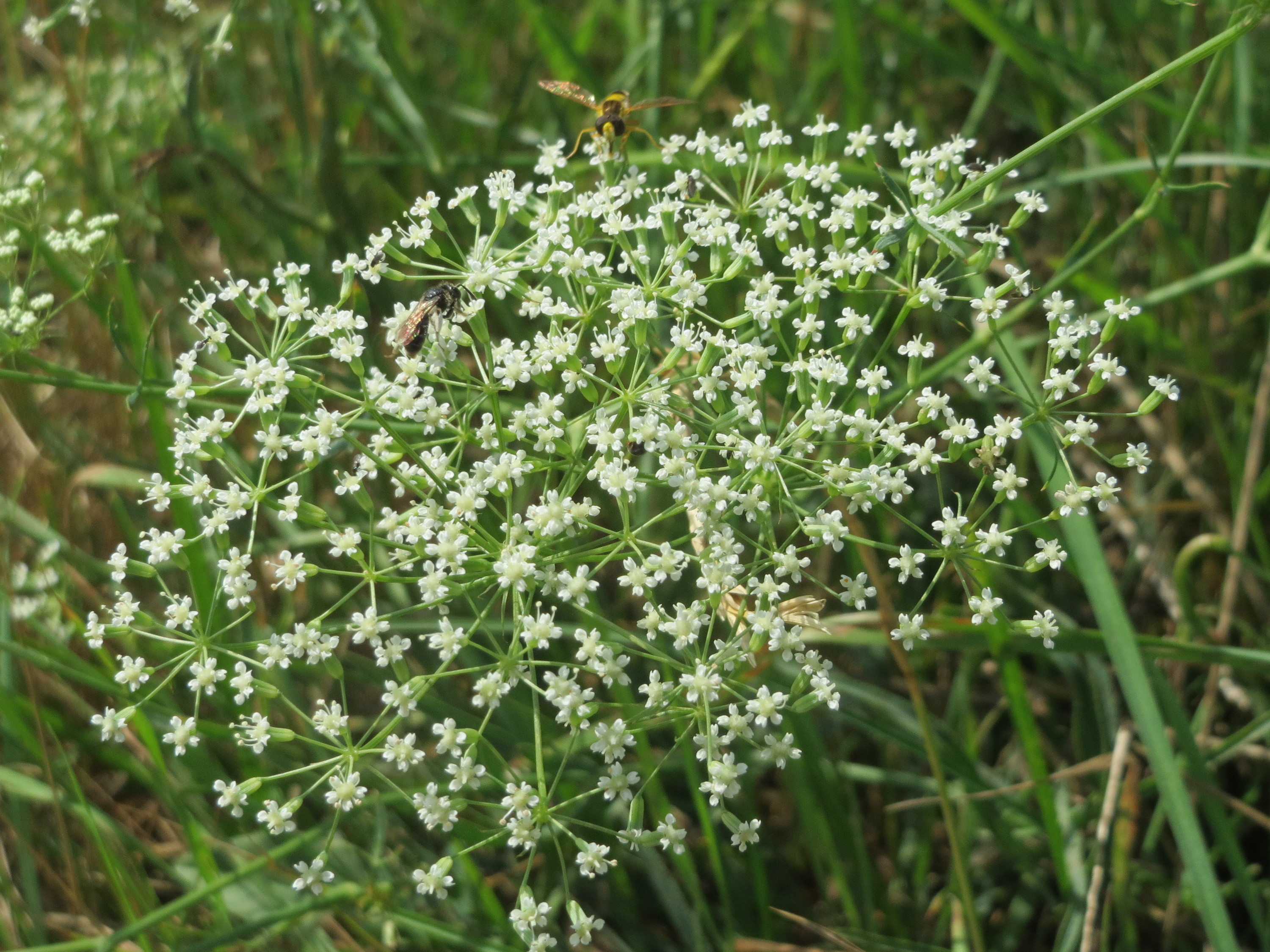
گل‌آذین
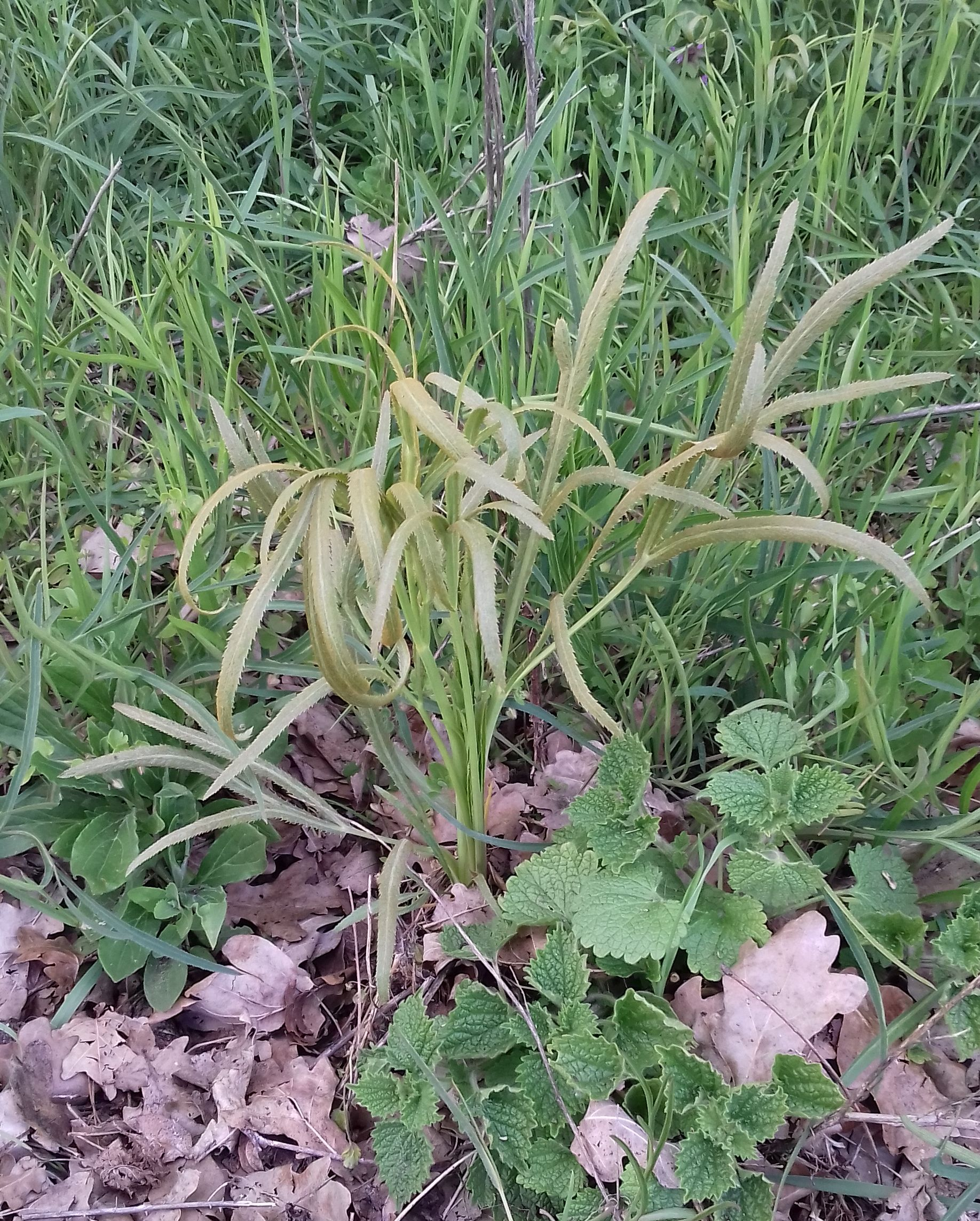
پاغازه
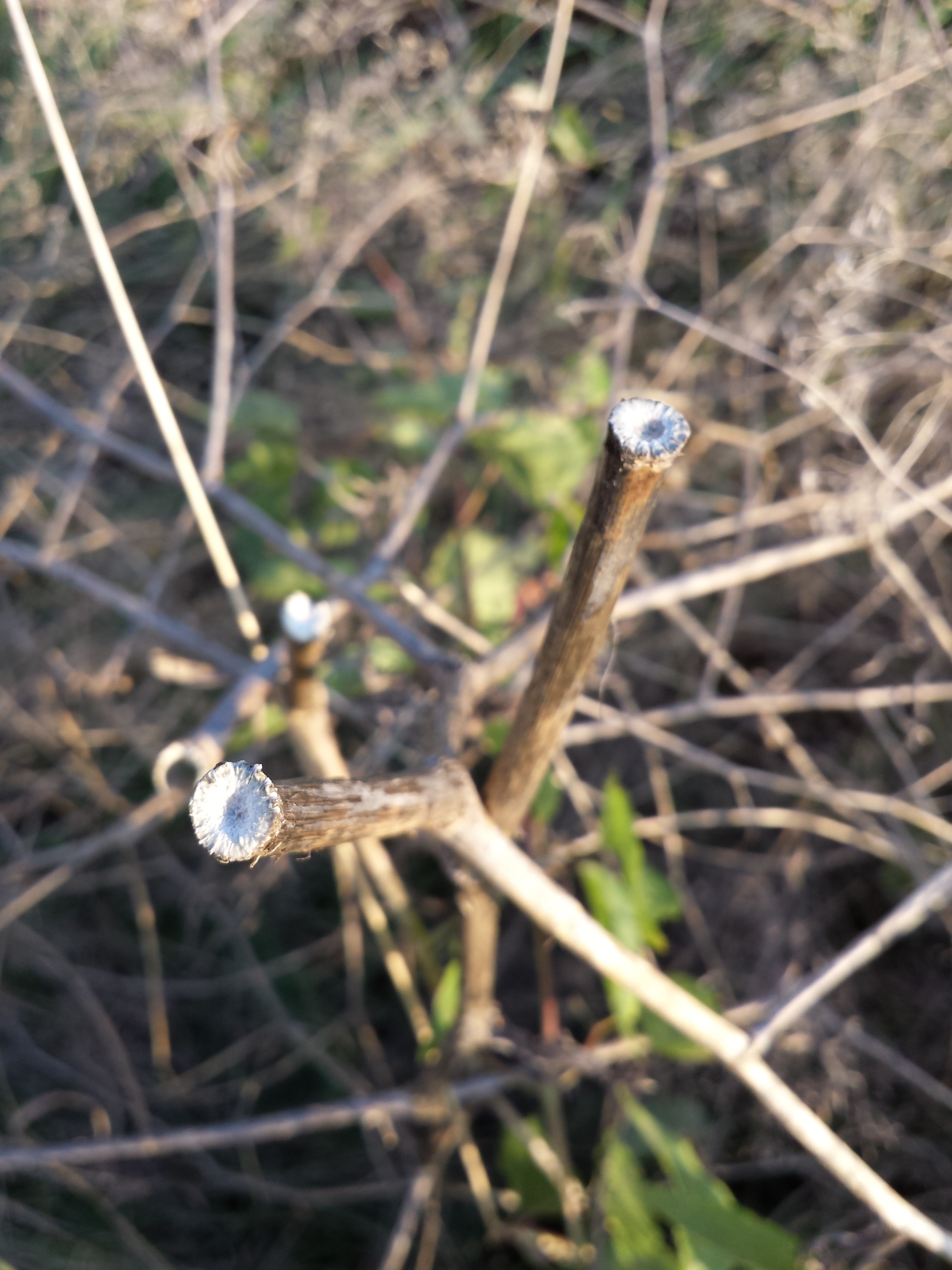
ساقه و بندهای آن